# Vera Casa Nova
Vera Lucia de Carvalho Casa Nova (Rio de Janeiro, 1944), que tem por alcunha literária Vera Casa Nova, é uma letróloga, poeta, ensaísta, linguísta e professora universitária brasileira.

## Biografia
Nasceu em 1944, no Rio de Janeiro.

### Formação e atuação
Formou-se em Letras em 1968, pela Universidade do Estado do Rio de Janeiro. Realizou seu mestrado na Universidade Federal do Rio de Janeiro, contando com a orientação de Emanuel Carneiro Leão. Sua dissertação Leitura de Contos Novos - Mario de Andrade, tratou da produção literária de Mário de Andrade, sendo defendida e aprovada em 1978. Neste mesmo ano prestou concurso público para a Universidade Federal de Minas Gerais, sendo aprovada para integrar o cargo de docentes de instituição. Atualmente é professora aposentada.
Reside em Belo Horizonte desde 1978. Seu doutoramento em semiótica foi realizado em 1990, na Universidade Federal do Rio de Janeiro, sob orientação de Maria do Carmo Peixoto Pandolfo. Sua tese Lições de Almanaque - Um estudo semiótico tornou-se livro publicado pela Editora da UFMG em 1996. Realizou um pós-doutorado em Antropologia da Imagem pela École des Hautes Études em Scienses Sociales.
Atuou como professora da Escola de Arte Guignard entre 2001 e 2009. Foi professora visitante na Pontifícia Universidade Católica de Minas Gerais.
Sua escrita poética é marcada pela volúpia e pela sensualidade.

## Obras

### Literárias

#### Poesia
- Abraços (Plaquete, 2023).[2]
- Versos oblíquos volume 2 (7 letras, 2022).[6]
- Versos oblíquos (7 letras, 2021).[7]
- Poemas da página e da tela (C/Arte, 2014).[8]
- Restos (7 letras, 2014).[9]
- Elipses, conjuntamente a Flávio Boaventura (7 letras, 2007).[10]
- Rastros (7 letras, 2006).[11]
- Desertos (7 letras, 2003).[4][12]
- Corpos seriais (Editora Autêntica, 1999).[13]
- Horizontes de passagem (Scriptum, 1997).[14]
- Canto Zero (Coleção Mulheres Emergentes).[1]

#### Contos
- Mistura fina (7 letras, 2012).[15]

### Acadêmicas
- Lições de almanaque. Belo Horizonte: Editora da UFMG, 1996.[4]